# Celastrina isabella
Celastrina isabella är en fjärilsart som beskrevs av Corbet 1937. Celastrina isabella ingår i släktet Celastrina och familjen juvelvingar. Inga underarter finns listade i Catalogue of Life.